# Polystachya kupensis
Espèce
Statut de conservation UICN

 CR B2ab(iii) : 
En danger critique
Polystachya kupensis P.J.Cribb & B.J.Pollard est une espèce de plantes de la famille des Orchidaceae, du genre Polystachya,.

## Description
C’est une orchidée, du groupe des monocotylédones, endémique au Cameroun. Elle croît dans les régions tropicales ou subtropicales, dans les plaines humides. Elle est évaluée comme une espèce en danger critique "CR",.